# NGC 6760
NGC 6760 (również GCL 109) – gromada kulista znajdująca się w gwiazdozbiorze Orła. Odkrył ją John Russell Hind 30 marca 1845 roku. Jest położona w odległości ok. 24,1 tys. lat świetlnych od Słońca oraz 15,7 tys. lat świetlnych od centrum Galaktyki.